# Hagsatera
Hagsatera  (лат.) — род многолетних травянистых растений подтрибы Laeliinae трибы Epidendreae, подсемейства Эпидендровые, семейства Орхидные.
Аббревиатура родового названия — Hag.

## Виды
Список видов по данным The Plant List:
- Hagsatera brachycolumna (L.O.Williams) R.González
- Hagsatera rosilloi R.González